# Armadillo de musell llarg de Kappler
L'armadillo de musell llarg de Kappler (Dasypus kappleri) és una espècie d'armadillo de Sud-amèrica. Viu a Colòmbia, Veneçuela, el Perú, Bolívia i el Brasil. És un animal terrestre, solitari i nocturn, que sol viure a prop de rierols i aiguamolls. S'alimenta d'artròpodes i altres invertebrats.